# 文化創意產業
文化創意產業，或稱文化及創意產業（英文：Cultural and Creative Industry，或The Cultural and Creative Industries），簡稱文創產業，中文詞彙最早由中華民國行政院於2002年5月依照〈挑戰2008：國家發展重點計畫〉的子計畫「發展文化創意產業計畫」所確定。文化創意產業為臺灣官方定名，而文化及創意產業則為香港官方定名，但世界各國與各學術層面的定義不同，文化及創意產業有時被稱為文化產業、創意產業、內容產業、數位內容產業、文化內容產業、創意工業、版權產業與時尚流行產業等。目前推動文化創意產業的國家較出名者，如有英國、韓國、美國、日本、芬蘭、法國、德國、意大利、澳大利亞、紐西蘭、丹麥、瑞典、荷蘭、比利時等。

## 來源
針對文化與創意面進行產業發展政策，最早是在1997年由英國布萊爾內閣所推動的創意產業；同一時期，遭逢亞洲金融風暴的南韓，在總統金大中主導下，也開始從電影與數位內容等產業開始發展「文化內容產業」。2009年5月7日，南韓依據《文化產業振興基本法》成立韓國文化產業振興院（KOCCA）。採取類似作法者，包括澳洲、紐西蘭、歐洲諸國等。而中國近幾年在藝術市場蓬勃、公共展演場地大建設（如798艺术区）下，除在既有製造業的優勢下群找出路外，也開始重視文創產業的發展、資源投注，並且參考臺灣的名詞與官方定義。

## 定義
文化創意產業，顧名思義，為結合了文化及創意的產業。而對「文化」一詞有諸多不同的定義。「文化」一詞，廣義來說，泛指在一個社會中共同生活的人們，擁有相近的生活習慣、風俗民情，以及信仰等；狹義的來說，即是指「藝術」，是一種經由人們創造出來新型態的產物。不論就狹義或廣義的文化而言，「文化創意」即是在既有存在的文化中，加入每個國家、族群、個人等創意，賦予文化新的風貌與價值。根據前香港大學文化政策研究中心總監許焯權在《香港創意產業基線研究》中的定義， 文化產業指： 「一個經濟活動羣組，開拓和利用創意、技術及知識產權以生產並分配具有社會及文化意義的產品與服務，更可望成為一個創造財富和就業的生產系統」。
根據中華民國文化創意產業發展法 （页面存档备份，存于）所頒布的定義，文化創意產業，指源自創意或文化積累，透過智慧財產之形成及運用，具有創造財富與就業機會之潛力，並促進全民美學素養，使國民生活環境提升之下列產業：一、視覺藝術產業。二、音樂及表演藝術產業。三、文化資產應用及展演設施產業。四、工藝產業。五、電影產業。六、廣播電視產業。七、出版產業。八、廣告產業。九、產品設計產業。十、視覺傳達設計產業。十一、設計品牌時尚產業。十二、建築設計產業。十三、數位內容產業。十四、創意生活產業。十五、流行音樂及文化內容產業。十六、其他經中央主管機關指定之產業。 
前項各款產業內容及範圍，由中央主管機關會商中央目的事業主管機關定之。
而香港政府則指文化及創意產業「涵蓋一組知識型活動，通過創意及以智力資本為基本投入要素，而生產具文化、藝術和創意內容的產品和服務。」

## 中國大陸
中华人民共和国政府对文化创意产业有政策福利支持和税收优惠，促使许多企业开始发展综合性的多功能文创产业园区。

### 深圳
2009年国务院发布《文化产业振兴规划》，首次明确提出将文化产业建设成为国民经济支柱性行业。而深圳市文化创意产业发展态势迅猛，自2003年在全国率先确立“文化立市”战略以来，深圳文化创意产业以年均接近25%的速度快速发展。

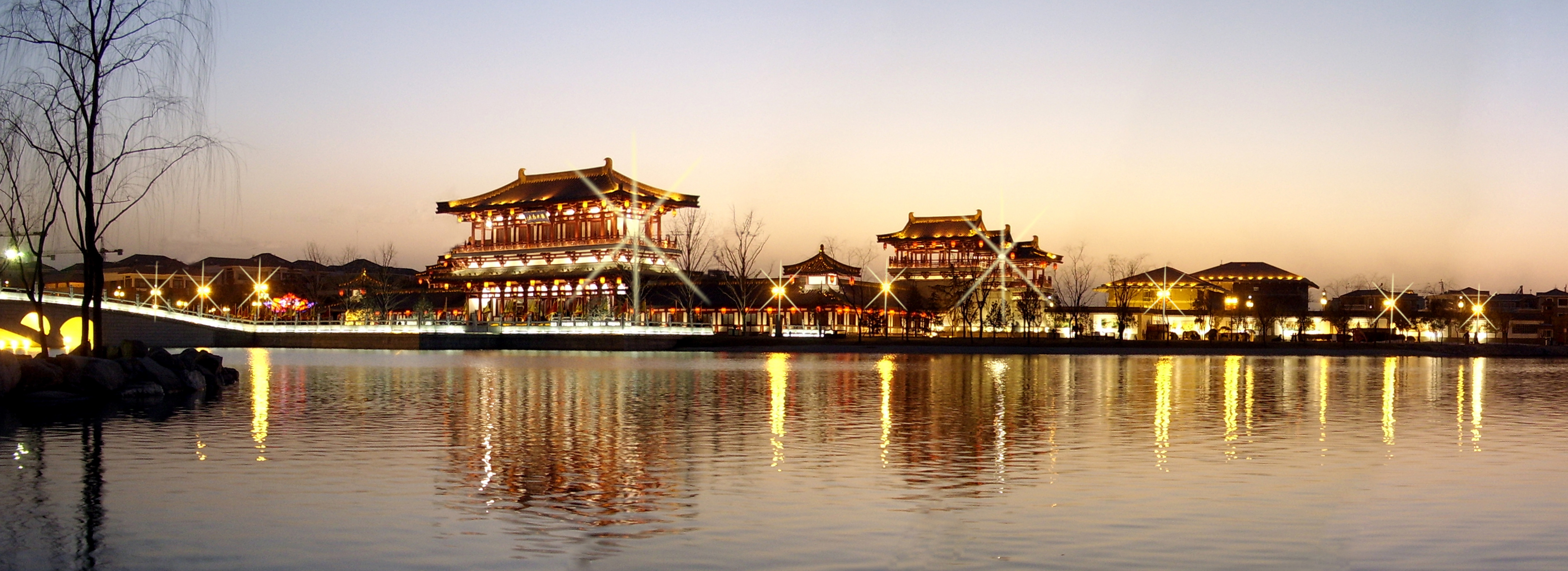
大唐芙蓉园觀光區

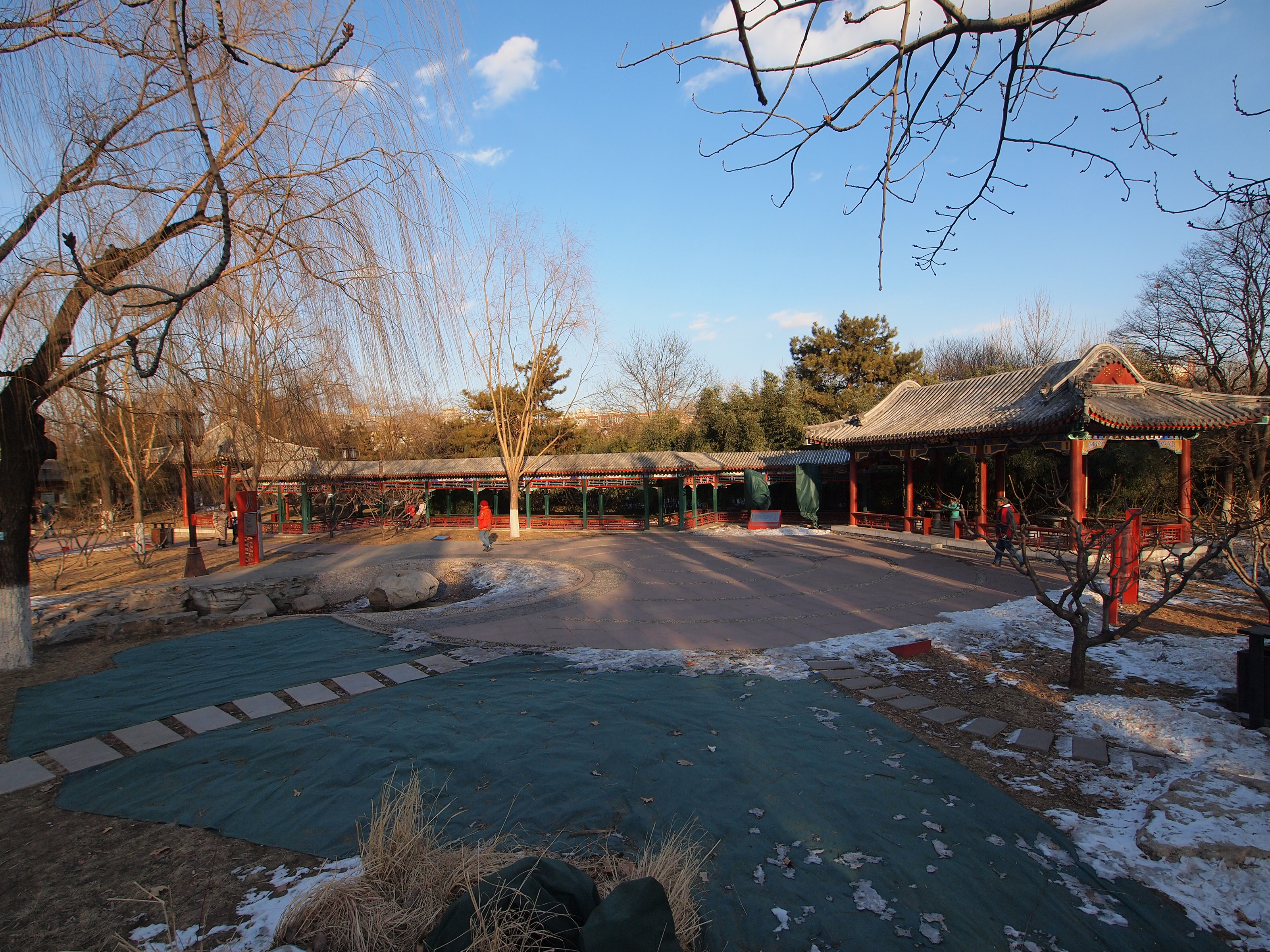
北京中醫文化养生园

根据《深圳文化创意产业振兴规划（2011-2015年）》提出的发展目标，至2015年文化创意产业增加值达到2200亿元，占全市GDP的比重达到14.5%以上；文化产业总产出超过5800亿元，努力将深圳打造成中國乃至国际上重要的文化创意产业先锋城市、世界知名的“设计之都”和国际时尚创意中心。
2014年由深圳市龍華區大浪時尚創意城發起，成立深圳市時尚文化創意協會，致力於推動深圳時尚文化創意行業自治、維護行業公平競爭、搭建產業服務平台、培育高端人才、提升產業水平帶動轉型升級。 

## 香港
在香港，文化及創意產業被經濟機遇委員會確認為六項優勢產業之一，為香港具明顯優勢及可進一步發展的經濟領域。香港特區政府將文化及創意產業定為包含11個組成界別，包括 ：
| 藝術品、古董及工藝品                   | 表演藝術                 | 電視及電台 | 出版 |
| 文化教育及圖書館、檔案保存和博物館服務 | 設計                     | 建築       | 廣告 |
| 電影及錄像和音樂                       | 軟件、電腦遊戲及互動媒體 | 娛樂服務   |      |

文化及創意產業在香港具發展潛力，出版業每年為香港帶來130至140億的增加價值，就業人數達四萬人以上。在硬件書籍（即普遍的書本）和軟件書籍（即電子書等）方面，香港都具備成為華文和外語圖書出版及銷售中心的優厚條件；在硬件書籍方面，香港擁有可謂「世界級」的通訊及運輸基建，進出口圖書十分便捷。香港為世界四大印刷中心之一，效率及環保標準均可傲視同儕，外地出版商可以在香港印製圖書，然後直接運往亞洲其他地區銷售。軟件方面，香港的出版業界人才具備國際視野及雙語能力，知識產權保障制度完善，可協助外地出版商開拓亞洲市場。
香港「創意產業」的概念出現於1990年代末。1999年，藝發局在文化界討論的基礎上首次提及「創意產業」這個概念，引起傳媒的興趣及廣泛報導。2002年，香港貿易發展局發表第一份關於創意產業的報告。報告估計香港當時約有9萬人從事創意產業，而創業產業的產出約佔本地生產總值的2%。2003年，香港特區政府中央政策組委托香港大學文化政策研究中心進行「香港創意產業基線研究」。在該研究報告中，首次按照新的「創意產業」定義界定了香港的十一個行業為創意產業，同時指出2001年至2002年度香港創意產業的產出實佔本地生產總值的近4%，就業人數達170,011人。
從2003年開始，「創意產業」在歷年特區政府的施政報告中均有所提及。2005年，時任行政長官的董建華先生在施政報告中更承諾：「加快推動文化及創意產業，是我們的重要工作之一。我會儘快設立文化及創意產業諮詢架構，廣納產業界、文化界，以及相關範疇的外地翹楚，共同參與。我們將與大家一起，探討香港文化與創意產業的發展遠景、路向和組織架構，研究全面發揮優勢，整合資源，重點推進」，香港的「文化及創意產業」說法出現。及後，前任行政長官曾蔭權先生亦將文化及創意產業納入其施政綱領中，如在石硤尾建立創意藝術中心、成立香港電影發展局等。時至2009年6月，特區政府在商務及經濟發展局通訊及科技科轄下成立創意香港，負責政府在推動香港創意產業的發展，並為推廣創意產業事宜提供一站式服務。當局亦把由不同機構及部門管理、旨在協助創意產業發展的各項基金和計劃交由創意香港管理，使其更能專注業界的需要，制定相宜的措施。因應政府架構重組，創意香港由2022年7月1日起撥歸新成立的文化體育及旅遊局管理。

## 臺灣
在臺灣，文化創意產業的主辦機關包括文化部、經濟部以及各直轄市、縣市政府文化局（處）。

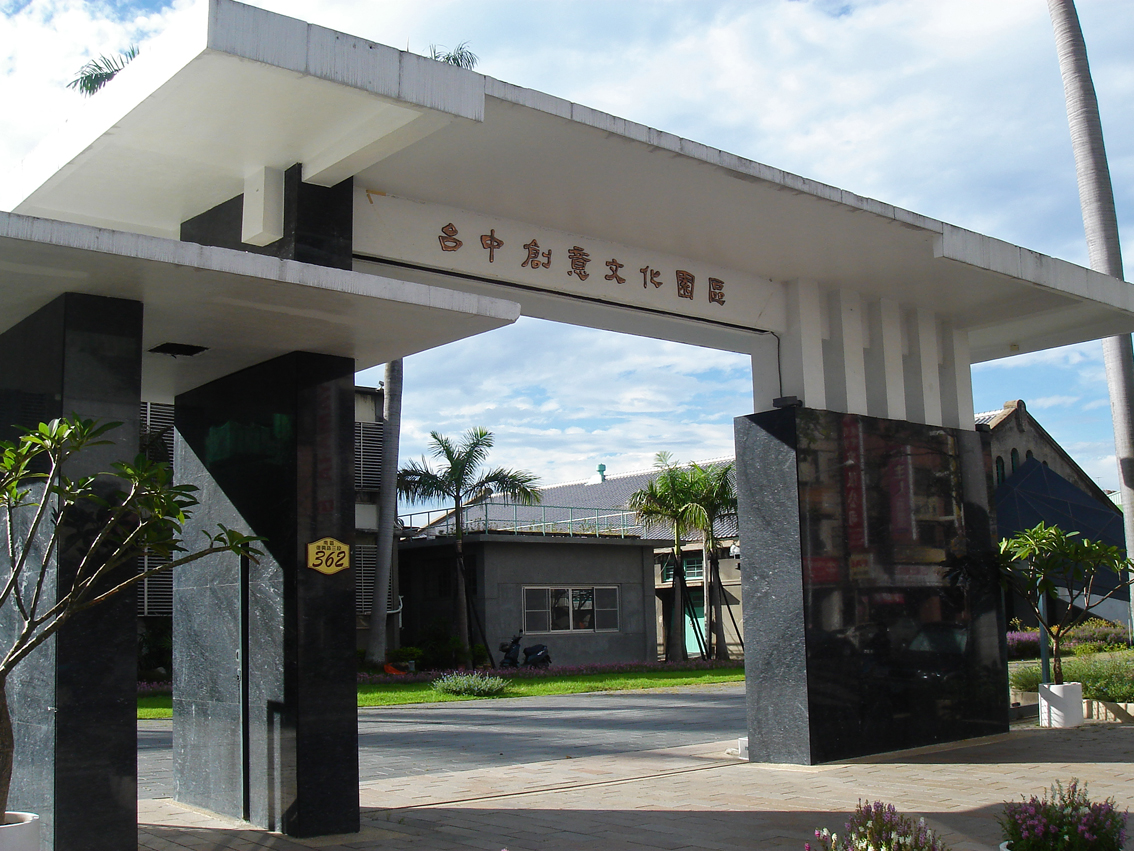
台中文創園

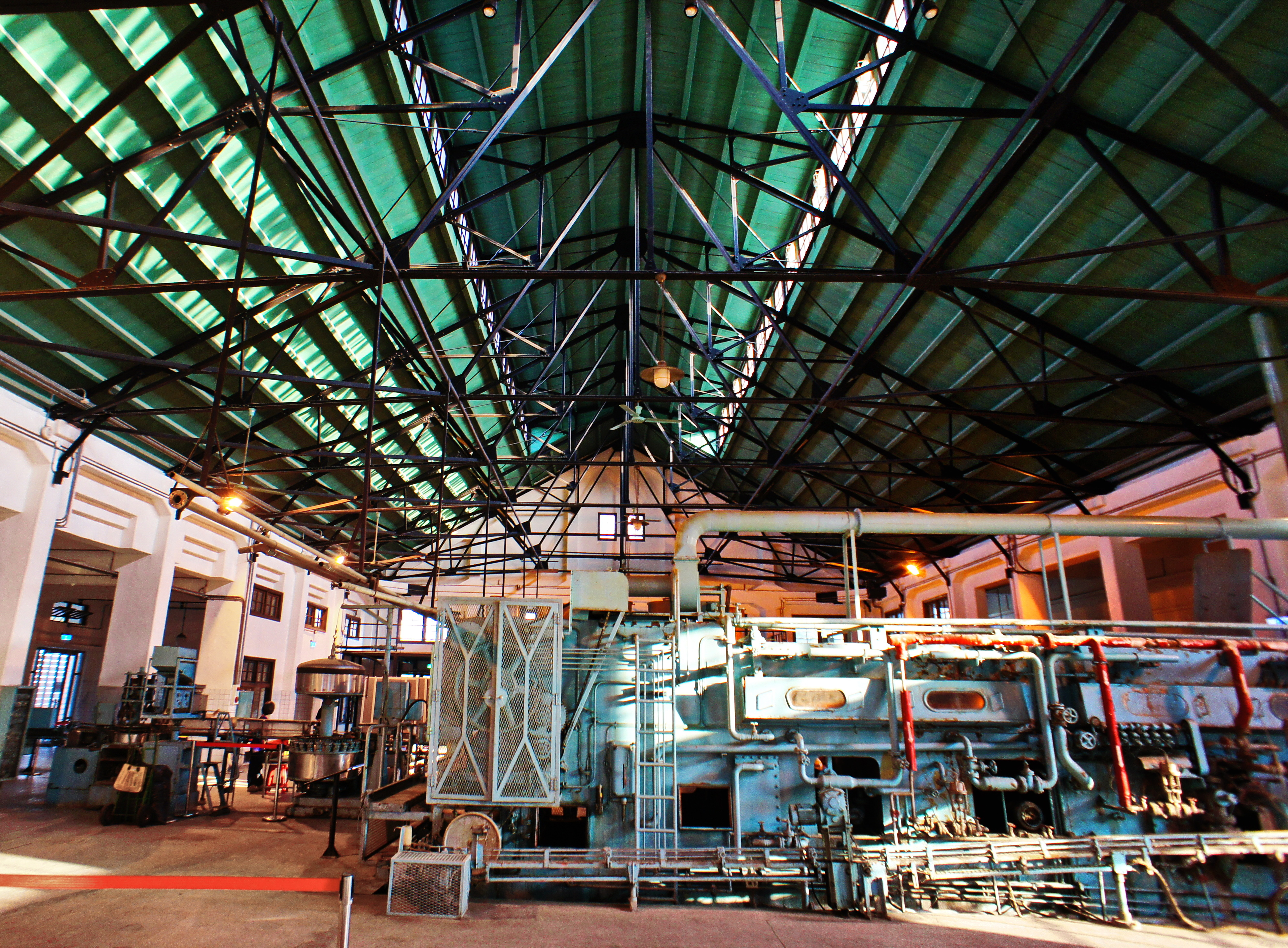
廢工廠改造的嘉義文創園

### 選定原則
根據臺灣文化創意產業推動服務網所公佈的選定原則，文化創意產業有三項標準，包括：
1. 就業人數多或參與人數多；
2. 產值大或關聯效益大、成長潛力大；
3. 原創性高或創新性高及附加價值高。[3]

### 產業範疇
根據臺灣文化創意產業推動服務網所公佈的選定原則，台灣的文化創意產業產業範圍包括：

#### 文化部主辦
1. 視覺藝術產業：凡從事繪畫、雕塑及其他藝術品的創作、藝術品的拍賣零售、畫廊、藝術品展覽、藝術經紀代理、藝術品的公證鑑價、藝術品修復等之行業均屬之。
2. 音樂與表演藝術產業：凡從事戲劇（劇本創作、戲劇訓練、表演等）、音樂劇及歌劇（樂曲創作、演奏訓練、表演等）、音樂的現場表演及作詞作曲、表演服裝設計與製作、表演造型設計、表演舞臺燈光設計、表演場地（大型劇院、小型劇院、音樂廳、露天舞臺等）、表演設施經營管理（劇院、音樂廳、露天廣場等）、表演藝術經紀代理、表演藝術硬體服務（道具製作與管理、舞臺搭設、燈光設備、音響工程等）、藝術節經營等之行業均屬之。
3. 文化展演設施產業：凡從事美術館、博物館、藝術村等之行業均屬之。
4. 工藝產業：凡從工藝創作、工藝設計、工藝品展售、工藝品鑑定制度等之行業均屬之。
5. 電影產業：凡從事電影片創作、發行映演及電影周邊產製服務等之行業均屬之。
6. 廣播電視產業：凡從事無線電、有線電、衛星廣播、電視經營及節目製作、供應之行業均屬之。
7. 出版產業：凡從事新聞、雜誌（期刊）、書籍、桌遊、唱片、錄音帶、電腦軟體等具有著作權商品發行之行業均屬之。但從事電影發行之行業應歸入8520（電影片發行業）細類，從事廣播電視節目及錄影節目帶發行之行業應歸入8630（廣播節目供應業）細類。

#### 經濟部主辦
1. 廣告產業：凡從各種媒體宣傳物之設計、繪製、攝影、模型、製作及裝置等行業均屬之。獨立經營分送廣告、招攬廣告之行業亦歸入本類。
2. 產品設計產業：凡從事產品設計企劃、產品外觀設計、機構設計、原型與模型的製作、流行設計、專利商標設計、品牌視覺設計、平面視覺設計、包裝設計、網頁多媒體設計、設計諮詢顧問等之行業均屬之。
3. 設計品牌時尚產業：凡從事以設計師為品牌之服飾設計、顧問、製造與流通之行業均屬之。
4. 建築設計產業：凡從事建築設計、室內空間設計、展場設計、商場設計、指標設計、庭園設計、景觀設計、地景設計之行業均屬之。
5. 創意生活產業：凡從事以創意整合生活產業之核心知識，提供具有深度體驗及高質美感之產業。例如桌上遊戲設計與編輯業者是融合出版業跟產品設計業，富含科學、藝術、社經跟歷史元素。
6. 數位休閒娛樂產業：凡從事數位休閒娛樂設備、環境生態休閒服務及社會生活休閒服務等之行業均屬之。包括：
  1. 數位休閒娛樂設備--3DVR設備、運動機臺、格鬥競賽機臺、導覽系統、電子販賣機臺、動感電影院設備等。
  2. 環境生態休閒服務--數位多媒體主題園區、動畫電影場景主題園區、博物展覽館等。
  3. 社會生活休閒服務--商場數位娛樂中心、社區數位娛樂中心、網路咖啡廳、親子娛樂學習中心、安親班／學校等。